# Dánia az 1968. évi téli olimpiai játékokon
Dánia a franciaországi Grenoble-ban megrendezett 1968. évi téli olimpiai játékok egyik részt vevő nemzete volt. Az országot az olimpián 1 sportágban 3 sportoló képviselte, akik érmet nem szereztek.

## Sífutás
Férfi
| Versenyző     | Versenyszám | Eredmény  | Helyezés |
| ------------- | ----------- | --------- | -------- |
| Svend Carlsen | 15 km       | 56:09,5   | 57.      |
| Svend Carlsen | 30 km       | 1:50:51,8 | 53.      |
| Apollo Lynge  | 15 km       | 1:00:34,8 | 67.      |
| Apollo Lynge  | 30 km       | 1:55:40,0 | 62.      |

Női
| Versenyző       | Versenyszám | Eredmény | Helyezés |
| --------------- | ----------- | -------- | -------- |
| Kirsten Carlsen | 5 km        | 19:56,6  | 34.      |
| Kirsten Carlsen | 10 km       | 46:56,2  | 32.      |